# Variété arithmétique
En mathématiques, une variété arithmétique est l'espace quotient d'un espace symétrique hermitien (en) par un sous-groupe arithmétique (en) du groupe de Lie algébrique associé. 

## Théorème de Kazhdan
Le théorème de Kazhdan, dû à David Kazhdan, s'énonce comme suit:
« Si X est une variété arithmétique, alors, pour tous les automorphismes σ des nombres complexes, σX est aussi une variété arithmétique ».